# Ägyptisches Eisenbahnmuseum

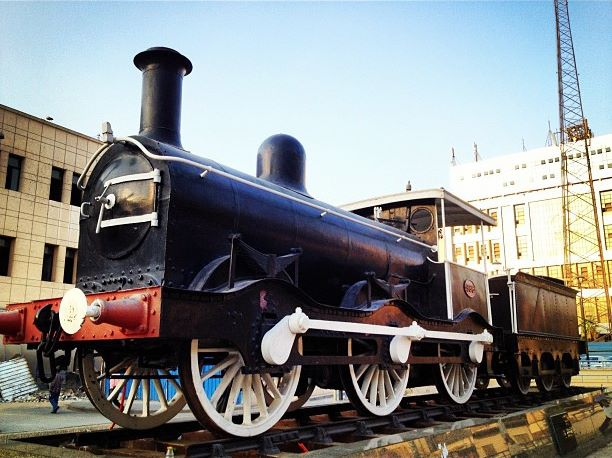
Eine historische Lokomotive vor dem Ägyptischen Eisenbahnmuseum

Das Ägyptische Eisenbahnmuseum in Kairo präsentiert die Geschichte der Eisenbahn in Ägypten und Weiteres zum Thema „Verkehr“..

## Geschichte
Das Museum wurde ursprünglich als technische und wissenschaftliche Ausstellung anlässlich des Treffens der Internationalen Eisenbahnkonferenz, die 1933 unter der Schirmherrschaft König Fu'ād I. von Ägypten stattfand, eingerichtet. Das Museumsgebäude, angebaut an den Hauptbahnhof von Kairo am "Midan Ramses" (Ramses-Platz), wurde am 26. Oktober 1932 fertiggestellt und am 15. Januar 1933 eröffnet. Dies ermöglichte den Delegierten der Konferenz den Besuch des ersten Museums dieser Art in Afrika und im Nahen Osten.

## Ausstellung
Das Museum umfasst heute zwei Stockwerke im ursprünglichen Gebäude und zeigt 700 Modelle sowie eine eindrucksvolle Sammlung von Dokumenten, Karten und Plänen verschiedener ägyptischer Bahnhöfe und Brücken, unterschiedliche Typen von Schienen, alte und neue Signalausrüstung und neueste statistische Informationen. Zu den interessantesten Ausstellungsstücken gehört eine große Sammlung von Modellen, die die Entwicklung der Lokomotive seit 1783 darstellt.
Siehe auch Liste in Ägypten vorhandener Dampflokomotiven
Ein Höhepunkt ist die Möglichkeit, den Salonwagen des Vizekönigs Muhammad Said – er regierte Ägypten von 1854 bis 1863 – zu besteigen. Der Salonwagen ist außen komplett mit komplizierten, vergoldeten Dekors geschmückt, die Blumen und Blätter in rot, grün und rosa zeigen, und die mit den polierten Messingarmaturen zum luxuriösen Erscheinungsbild des Wagens beitragen.

## Renovierung
Das Museum wurde mit einem Budget von 10 Mio. EGP renoviert und am 1. März 2016 wieder eröffnet. Die Ausstellung besteht inzwischen aus folgenden fünf Abteilungen:
- Transport vor der Erfindung der Dampfmaschine, einschließlich Transport im Alten Ägypten mit Modellen von Booten und Pferdewagen der Pharaonen.
- Die Entwicklung moderner Wagen und Züge.
- Bahnhöfe.[1]
- Brückenbau mit Modellen, Gemälden und Bildern von Brücken und deren Konstruktion.
- Die Entwicklung von Flugzeugen von den Gebrüdern Wright bis heute.[2]

## Erreichbarkeit
Das Museum ist vom Hauptdurchgang des Bahnhofs aus nicht zu erkennen. Aber die Mitarbeiter des Bahnhofs zeigen Besuchern gerne den Weg. Das Eintrittsgeld ist für Ägypter nominell, wird aber vom Pförtner nach Gutdünken erhoben. Die Aufsichtskräfte sind mit den Ausstellungsstücken einigermaßen vertraut, sprechen aber nur arabisch. Die Ausstellungsstücke sind zum Teil in (lesbarem) Englisch beschriftet, aber nicht jedes Objekt weist eine Beschriftung auf. Der Katalog, der am Eingang verkauft wird, ist eine große Hilfe, um die Modelle und Fahrzeugtypen zu identifizieren und ihre Funktion zu verstehen. Das Museum ist täglich, außer Freitag und an Feiertagen, von 9 bis 14.30 geöffnet.